# Spirorbis nordenskjoeldi
Spirorbis nordenskjoeldi är en ringmaskart som beskrevs av Ehlers 1900. Spirorbis nordenskjoeldi ingår i släktet Spirorbis och familjen Serpulidae. Inga underarter finns listade i Catalogue of Life.